# Jiří Pernes
Jiří Pernes (4. července 1948 Svitavy – 21. května 2025) byl moravský historik a popularizátor dějin, ředitel historického muzea ve Slavkově u Brna či Moravského zemského muzea v Brně, pracovník Akademie věd, vysokoškolský pedagog, krátce též ředitel Ústavu pro studium totalitních režimů (únor–květen 2010). Při svém politickém angažmá byl v 90. letech brněnským zastupitelem.

## Život

### Studium
Vystudoval v letech 1966 až 1972 český jazyk a dějepis na Filosofické fakultě University Jana Evangelisty Purkyně (UJEP, pozdější Masarykova univerzita) v Brně a v letech 1978 až 1980 na téže škole postgraduální studium muzeologie. Jeden rok byl studentem Večerní univerzity marxismu-leninismu (VUML).
V roce 1996 získal vědecký titul Dr. (ekvivalent Ph.D.) a v roce 2008 se habilitoval s prací Krize komunistického režimu v Československu v 50. letech 20. století na Filozoficko-přírodovědecké fakultě Slezské univerzity v Opavě a stal se docentem pro obor historie se zaměřením na české a československé dějiny.

### Vědecká kariéra
Od roku 1977 pracoval v několika muzeích, mimo jiné v muzeu v Slavkově u Brna, kde byl i ředitelem. V letech 1990–1992 byl ředitelem Moravského zemského muzea v Brně. Od roku 1994 byl zaměstnán v Ústavu pro soudobé dějiny Akademie věd České republiky a mezi lety 2003 až 2017 byl vedoucím jeho brněnské pobočky. Taktéž externě vyučoval na Masarykově univerzitě, působil mimo jiné i na Universitě Jana Evangelisty Purkyně v Ústí nad Labem.
Jako historik se odborně zaměřoval zejména na moravské, české, československé a středoevropské moderní a soudobé dějiny. Mezi předměty jeho zájmu patřily zejména dějiny pozdního období existence habsburské monarchie a Rakousko-Uherska, dějiny osobností z řad Habsburků a z oblasti soudobých dějin pak zejména dějiny Československa 50. a 60. let a dějiny jeho politických elit. Zabýval se také dějinami československého exilu po roce 1948. Před svým nástupem ke studiu VUML připravil knihu o dějinách Slavkova, která vyšla v roce 1987 a obsahovala část velebící úlohu komunistů v únoru 1948 a po něm. Pernes později uváděl, že ačkoliv byl autorem knihy, kapitolu o událostech roku 1948 napsal někdo jiný, pravděpodobně regionální výbor KSČ.
Známým se stal také jako host, odborný poradce a spolutvůrce dokumentárních pořadů a jako autor velkého množství přehledových a popularizačních prací. Pro jeho odborná díla byl typický akcent na politické dějiny s přesahy k dějinám společnosti, dále pak velký důraz na čtivost textu a na představení široké palety faktografických detailů a dobových souvislostí.
Mezi lety 2008 až 2010 zastával post předsedy Vědecké rady Ústavu pro studium totalitních režimů (ÚSTR). V únoru 2010 byl zvolen na místo ředitele Ústavu pro studium totalitních režimů, kde od 1. dubna téhož roku nahradil Pavla Žáčka. Po zvolení ředitelem ústavu na Pernese byla upřena značná pozornost médií. Byla zveřejněna informace o jeho studiu VUML, kterou neuvedl do svého životopisu pro výběrové řízení, neboť ji podle svého vyjádření nepovažoval za důležitou. Bylo rovněž zveřejněno, že byl dříve Pernes veden jako kandidát tajné spolupráce Státní bezpečnosti; lustrační zákony se však na tuto kategorii osob nevztahovaly, neboť takové osoby o záměrech StB nemusely vůbec vědět.
V období svého působení na ÚSTR byl Pernes rovněž obviněn z plagiátorství u své knihy Svět Lidových novin 1893–1993, kde využil diplomovou práci Blanky Maškové Arnošt Heinrich a Lidové noviny z roku 1958. Opsal údajně celé odstavce i kapitoly, aniž v citacích přiznal Maškové autorství. Upozornila na to v roce 2009 ve své diplomové práci na Masarykově univerzitě studentka Libuše Janáčková. Z plagiátorství byl pak obviněn i u své knihy Emanuel Moravec: až na dno zrady, kde využil diplomovou práci Josefa Vytlačila. V tomto případě však Komise pro etiku vědecké práce Akademie věd ČR pod předsednictvím Heleny Illnerové 12. července 2010 podezření z plagiátorství nepotvrdila. Přesto byl již 12. května 2010 Pernes pro podezření z plagiátorství Radou ústavu odvolán z pozice ředitele ke dni 13. května 2010.

### Politické angažmá
V roce 1968 podle svých slov vstoupil do strany socialistické, v níž se snažil přibližovat myšlenkám národních socialistů před rokem 1948, na začátku normalizace však byl brněnský městský výbor ČSS rozpuštěn a okruh těchto lidí působil v ilegalitě, Pernes byl tehdy třikrát držen ve vazbě.
V roce 1994 byl zvolen jako člen Občanské demokratické aliance (ODA) do brněnského zastupitelstva. V roce 1996 neúspěšně kandidoval za tutéž stranu do senátu v obvodu č. 58 – Brno-město.
Později se stal členem politické strany Moravané a v krajských volbách v roce 2008 byl jejím lídrem pro Jihomoravský kraj. Za tuto stranu též kandidoval ve volbách do Evropského parlamentu v roce 2009. Měl také působit v odborné historické komisi České strany sociálně demokratické (ČSSD). Ve volbách do Evropského parlamentu v roce 2014 kandidoval na 3. místě kandidátky strany Moravané, ale neuspěl.
Ve volbách do Senátu PČR v roce 2016 kandidoval jako člen strany Moravané za koalici Občanské demokratické strany (ODS) a Moravanů v obvodu č. 58 – Brno-město. Se ziskem 9,63 % hlasů skončil na 5. místě a do druhého kola nepostoupil. V souběžných krajských volbách v roce 2016 kandidoval jako člen strany Moravané také do Zastupitelstva Jihomoravského kraje, ale rovněž neuspěl.
Ve volbách do Evropského parlamentu v květnu 2019 kandidoval na 3. místě kandidátky strany Moravané, nebyl však zvolen. V krajských volbách roku 2020 opět byl lídrem Moravanů. Ve sněmovních volbách v roce 2021 kandidoval na 2. místě kandidátní listiny Moravanů v Jihomoravském kraji. Získal 92 preferenčních hlasů a poslancem zvolen nebyl. V komunálních volbách v roce 2022 kandidoval jako člen strany Moravané do Zastupitelstva města Brna, a to v rámci uskupení „SPD, TRIKOLORA, MORAVANÉ a nezávislí“. Za stejné uskupení zároveň kandidoval i do Zastupitelstva městské části Brno-střed.

### Osobní život
Jeho synem je Jakub Pernes, který se mimo jiné stal předsedou občanského sdružení Mladí Moravané a inicioval projekt Naša Morava.
V noci z 21. na 22. května 2025 Jiří Pernes zemřel ve věku 76 let.

## Vybraná díla
- Spiklenci proti Jeho Veličenstvu aneb Historie tzv. spiknutí Omladiny v Čechách, Praha 1988
- Svět Lidových novin 1893–1993, Praha 1993
- Život plný nepřátel aneb Život a smrt Františka Ferdinanda d'Este, Praha 1995
- Habsburkové bez trůnu, Praha 1995
- Pod moravskou orlicí aneb Dějiny moravanství, Brno 1996
- Maxmilián I. Mexický císař z rodu Habsburků, Praha 1997
- Až na dno zrady. Emanuel Moravec, Praha 1997
- Od demokratického socialismu k demokracii. Nekomunistická socialistická opozice v Brně v letech 1968-1972, Brno 1999
- Snahy o překonání politicko-hospodářské krize v Československu v roce 1953, Brno 2000
- Takoví nám vládli. Komunističtí prezidenti Československa a doba, v níž žili, Praha 2003
- František Josef I. Nikdy nekorunovaný český král, Praha 2005
- Komunistky. S fanatismem v srdci, Praha 2006
- Pod Habsburským orlem. České země a Rakousko-Uhersko na přelomu 19. a 20. století, Praha 2001, 2006
- Krize komunistického režimu v Československu v 50. letech 20. století, Brno 2008
- Alexej Čepička: šedá eminence rudého režimu (2008, s Jaroslavem Pospíšilem a Antonínem Lukášem)
- Krize komunistického režimu v Československu v 50. letech 20. století, Brno 2008
- Kapitoly z dějin Vysokého učení technického v Brně, Brno 2009
- Zprávy z Prahy 1953, Praha 2016
- Moravští zemští prezidenti, Brno 2016
- Českoslovenští komunisté a jejich strana, Praha 2017 (s Markétou Devátou a Jiřím Kocianem)
- Velké dějiny zemí Koruny české XVII. (1948–1956), Praha 2022
- Na prahu socialismu. Československo v letech 1956–1960, Praha 2025

## Ocenění
- 1995 – Cena Egona Erwina Kische za literaturu[39]
- 2002 – Cena Egona Erwina Kische za literaturu[39]
- 2006 – Cena Miroslava Ivanova[39]
- 2009 – Cena Egona Erwina Kische za literaturu[39]
- 2020 – Cena města Brna v oblasti společenských věd[40]